# Yōsuke Han’ya
Yōsuke Han’ya (japanisch 半谷 陽介 Han’ya Yōsuke; * 30. Januar 1999 in der Präfektur Tokio) ist ein japanischer Fußballspieler.

## Karriere
Han’ya erlernte das Fußballspielen in der Jugendmannschaft von FC Tokyo. Die U23-Mannschaft des Vereins spielte in der dritten Liga, der J3 League. Bereits als Jugendspieler absolvierte er zwei Drittligaspiele.